# Károly Makk
Károly Makk (ur. 22 grudnia 1925 w Berettyóújfalu, zm. 30 sierpnia 2017 w Budapeszcie) – węgierski reżyser filmowy i scenarzysta.

## Życiorys
Pięć jego filmów było nominowanych do Złotej Palmy na Międzynarodowym Festiwalu Filmowym w Cannes. W 1975 dramat Zabawa w koty (1972) był nominowany do Oscara w kategorii najlepszego filmu nieanglojęzycznego (była to druga nominacja dla węgierskiej produkcji w historii). Inne spojrzenie, w którym zagrały dwie polskie aktorki: Grażyna Szapołowska i Jadwiga Jankowska-Cieślak (nagrodzona za rolę jako najlepsza aktorka na MFF w Cannes w 1982), było pierwszym w kinematografii Europy Wschodniej filmem podejmującym temat kobiecej miłości homoseksualnej. Uchodzi też za jeden z najlepszych filmów o tej tematyce, jakie kiedykolwiek powstały.

## Filmografia
- Liliomfi (1954)
- Dom pod urwiskiem (1959)
- Utracony raj (1962)
- Wspaniałe wakacje (1967)
- Przed Bogiem i ludźmi (1968)
- Miłość (1971)
- Zabawa w koty (1972)
- Dom pod czerwoną latarnią (1977)
- Inne spojrzenie (1982)
- Gracz (1997)